# Cashibo (misión religiosa)

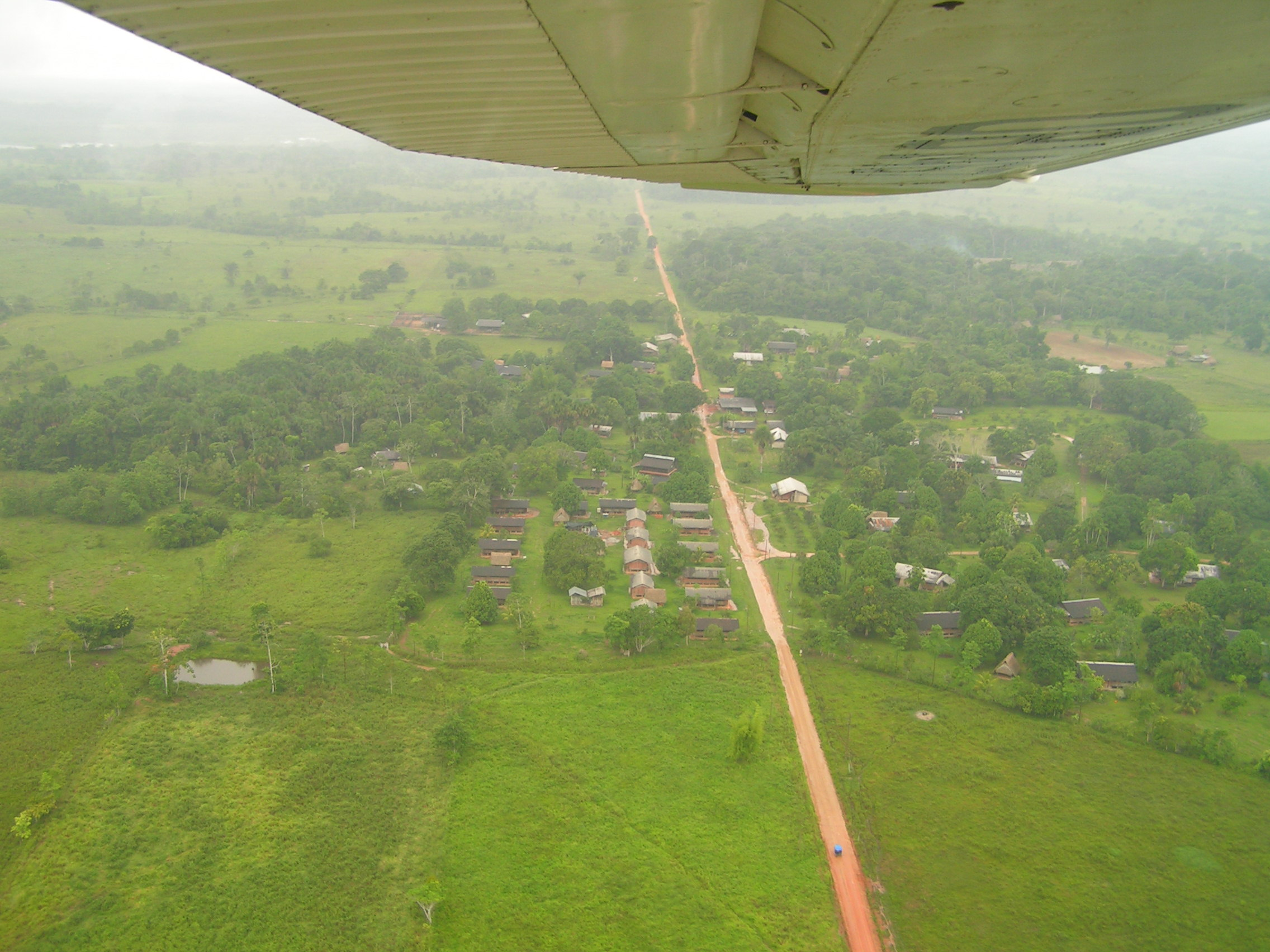
Ubicación de la misión Suiza (2006).

La misión suiza Cashibo es una base misionera en la selva de Perú, ubicado cerca de la ciudad de Pucallpa. El nombre Cashibo se utiliza tanto para las bases de la misión de Suiza Indicamino y la base de la Misión Sudamericana, que se encuentra a unos 5 kilómetros de distancia.
La parte de Cashibo que se conoce como la Misión de Suiza es una base de Indicamino unos 3 kilómetros de distancia de la carretera principal, la Carretera Federico Basadre, que conduce de Pucallpa a Lima. Indicamino es una misión evangélica que trabaja desde la década de 1960 en el Perú, Bolivia y Colombia. Las personas que trabajan allí son en su mayoría europeos (suizos y alemanes), pero también hay varios trabajadores peruanos. El principal objetivo de la Misión de Suiza es enseñar moralmente el cristianismo a los estudiantes diferentes de todo el Perú, para que puedan enseñar el Evangelio a su propio pueblo. Pero en la base de la Misión Suiza nativos también pueden obtener una educación en las áreas de carpintería, cría de ganado, y la mecánica.